# Jean-Louis Clairambault
Jean-Louis Clairambault est un homme de lettres français, vivant dans la première moitié du XVIIIe siècle.
On a de lui : Acanthides Саnаriæ, seu Spini, gallice Serins, carmen, Paris, 1737, in-8°.

## Pour approfondir